# Tiberium

Tiberium az 1995-ös Command & Conquer-ben

A tiberium egy fiktív ásvány, amely 1995-ben jelent meg a Földön a Command & Conquer sci-fi videójáték-sorozat háttértörténete szerint.

## Etimológia
Nevét az olaszországi Tevere-folyóról kapta (amely latinul Tiberis-t jelent), mivel itt fedezték fel először. A Brotherhood of Nod karizmatikus vezetője, Kane a megnevezést magának követelve az ókori Római Birodalom egyik császáráról, Tiberiusról eredezteti, míg a földönkívüli Scrin faj csak „Ichor”-nak, az Istenek vérének nevezi.

## Megalkotása
A tiberium először az 1995-ös Command & Conquer videójátékban jelent meg a Dune II melange („spice”) nevű kitalált drogjának analógiájára, mint az építkezéshez szükséges bányászandó anyag. Megalkotásakor hatással volt az 1957-es The Monolith Monsters című film is. Louis Castle a Westwood Studios társalapítója elmondta, hogy az egyik fő problémájuk egy olyan központi nyersanyag megalkotása volt, amiért mindenki harcolni fog. A Dune spice-át felhasználva végül a tiberium ötletéhez jutottak, amely a C&C univerzum egy összekötő kapcsa lett.
A Command & Conquer 3: Tiberium Wars fejlesztése során az Electronic Arts úgy döntött, hogy radikálisan megváltoztatja a tiberium összetételét és Massachusetts Institute of Technology-tól kértek fel tudósokat a tibérium biofizikájának, atomi felépítésének, transzmutációja módjának, radioaktivitásának kialakulása, és energiaforrásként és fegyverekben való lehetséges felhasználásának tudományos leírására.

## Leírás

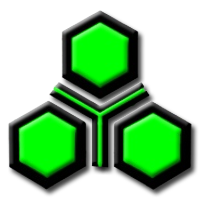
A tiberium veszélyére figyelmeztető szimbólum

A tiberium a megfertőzött földekből nyer ki mindenféle fémet, és egyéb ásványi anyagot, ezért nagy energiatartalmú, ugyanakkor könnyen begyűjthető, és finomítható anyag. A tiberium kristály növekedése függ a földréteg anyagtartalmától, az átlag hőmérséklettől, és az időjárástól. Kémiai komponensei a Tiberian Dawn szerint 42,5% foszfor, 32,5% vas, 15,25% kalcium, 5,75% réz, 2,5% szilícium, illetve 1,5%-ban egy ismeretlen elem. Mérgező gázai 22% metán, 19% kén, 12% naftalin, 10% argon, 6% izobután, 2% xilol és 29% ismeretlen gázokból áll.
A szén-alapú élet számára az idegen anyag súlyos veszélyt jelent, mivel tökéletesen felemészti ezt a kémiai elemet is, így szinte lehetetlen megszabadulni tőle, miközben drámaian átalakítja az ökoszisztémát. Terjedése pár évtizeddel később egyes kontinensek nagy területét teszi az ember számára lakhatatlanná, miközben úgy tűnik, képes bizonyos fajta evolúcióra is. Egyes feltételezések szerint emiatt nem is élettelen ásvány, hanem az ember számára eddig nem tapasztalt életforma.

### Terjedés
A tiberium a sarkkörökön kívül mindenhol képes megtelepedni, ahol megfelelő a talaj anyagszerkezete, és az átlaghőmérséklet. Megjelenési formái is ebből adódóan az adott környezeti feltételekhez igazodik. A megfertőzött terület megtisztítása nagyon körülményes, mivel a felszínen megjelent, szabad szemmel könnyen észlelhető ásványok felszedését követően a talaj mélyebb rétegeiben maradhatnak kisebb ásványlemezek, amelyek később növekedésnek indulhatnak. A fertőzés további kiterjedése során súlyos erdőpusztulás következik be, majd a genetikai mutációk hatására megjelennek az ún. „virágfák” (blossom tree), amelyeket az ágaiktól lecsupaszított törzsükről, és az egykori lombkoronájuk tetején megjelenő nagy gumóról lehet felismerni. Ezek a mutáns fák még tovább növelik a terület tiberium-fertőzöttségét, mivel folyamatosan táplálják a talajban keletkező idegen ásványokat. Ha nem jelennek meg a virágfák, alternatívaként jöhetnek létre az akár 10 méterre is megnövő kék kristályoszlopok, amelyek hasonló módon segítik elő a terjeszkedést. A Nod és a Scrin speciális épületekkel illetve támogató erőkkel képes gyorsítani a tiberium terjeszkedését.
2034-re a tiberium ismeretlen mértékben már a földi atmoszférában is megjelent. A GDI ekkor kénytelen lett meghatározott zónákra felosztani az egész bolygót; a "Kék-zóna" relatíve mentes a fertőzéstől, így az emberiség számára élhető maradt, a "Sárga-zóna" már fertőzött, emiatt nehezen lakható, jellemzően a szegény társadalmak területei, míg a "Vörös-zóna" már szinte teljesen alkalmatlan a földi életre, csak különlegesen kiképzett és felszerelt alakulatok, illetve a tiberium-mérgezéstől már átalakult mutáns emberek közössége, a Forgotten számára látogatható. Egyes területeken a talajfelszín meghasadt az idegen ásvány terjeszkedése során, és megjelentek a kisebb-nagyobb, vélhetőleg a víz felemésztésével kialakult gleccserszerű óriáskristályok is.

### Kitermelés és felhasználás
A tiberium mind a GDI, mind a Nod számára rendkívül értékes anyag, mivel a hagyományos mezőgazdasági termeléshez hasonlóan jön létre, és növekedik. A két, egymással szemben ellenséges földi frakció egyaránt aratókat (harvester) használ, amely képes kiszedni a talajból a nyers ásványt, amelyet aztán a megfelelő finomító-épület (refinery) feldolgoz, amely képes megolvasztani az ásványt, így kinyerve belőle a benne rejlő fémet és egyéb ásványi anyagokat. Az így kapott nyersanyagot már fel lehet használni az infrastruktúra kiépítésére, katonai bázisok felhúzására, illetve egyéb előállító építmények számára.
A tiberium nemcsak nyersanyagként, hanem halmazállapotként változó minőségű fegyverként is felhasználható: Szilárd kristályként a Nod és a Scrin különleges szilánkvető technológiákat fejlesztett ki. A finomítóban végzett olvasztás során létrejött mellékterméket, a folyékony tiberiumot ugyancsak ez a két frakció használja fel kémiai fegyverkezésre, míg az egyes mutálódott növényekben és állatokban létrejött gázból már csak a Nod alkot rendkívül erős kémiai robbanófejeket. A bolygó tiberium-szennyezett légkörében kialakuló ionviharok molekulái viszont már a GDI, és persze a Scrin számára nyújthat hadászati lehetőségeket.

### Típusok
A tiberium az alkalmazkodás során jó pár formában jelent meg, ebből kettőt érdemes kiemelni:
- Tiberium Riparius - A legáltalánosabb, zöld színű ásvány. Gyorsan terjed és növekszik, cserébe viszont kevés fémet, és egyéb ásványi anyagot nyel el, így feldolgozása is kevésbé kifizetődő.
- Tiberium Vinifera - Az előbbi típusnál ritkább, kék színű ásvány. Jóval több értékes anyagot tartalmazhat, mint a Riparius, ám kevésbé elterjedt, növekedése pedig sokkal lassabb. Különleges vonása, hogy a fertőzött talaj közvetlen közelében bekövetkező nagy erejű robbanások miatt elkezdhet spontán magától is felrobbanni, akár láncreakciót indítva be ezáltal. A Command & Conquer: Tiberian Sun-ban jelenik meg először.

### Az élővilágra tett hatása
A földi életformák számára az idegen anyag terjedése sok természetellenes mutációt eredményezett. A gáz halmazállapotú tiberium olyannyira korrozív, hogy nemcsak a közönséges emberek, járművek és épületek, hanem a sugárzásnak amúgy ellenálló Nod kiborgok és a mutánsok sem védettek vele szemben. A Scrin összes rovarszerű gyalogos ereje ellenáll a tiberiumnak, mivel ez természetes lételemük.

#### Növények
A tiberium káros hatásának nemcsak az olyan primitív növények, mint a víz felszínén élő algák, vagy a talajt beborító mohák estek áldozatul, de a fentebb említett virágfákon kívül megjelent számos más, leginkább a tengerirózsákra emlékeztető mutáns is. A tiberium miatt átalakult növényzet egyik különleges formája az ún. „vénalyukak” (veinhole), amelyek mérges tiberium-gázt bocsátanak ki magukból, gyökereik pedig megállíthatatlan gyorsasággal terjeszkednek a talajfelszínen, miközben bármely járművet, amely rámegy, súlyosan megégethetnek. Ezeket a szörnyeket csak úgy lehet visszaszorítani, ha a központi lyukban kifejlődött részt elpusztítják.

#### Állatok
A tiberiummal szemben sok állat nem tudott alkalmazkodni, így vagy kipusztultak, vagy drámaian átalakultak. Három jellegzetes képviselőjük jött létre; az óriásamőbára emlékeztető formátlan "visceroid", a fekete szőrzetű, ló méretű, de kutyaszerű "tiberiumszörny" (tiberium fiend), és a tiberium-gázoktól telt szárazföldi medúzaszerűség, a "tiberium floater". Ezek az állatok egytől-egyig tökéletesen alkalmazkodtak a tiberium által létrehozott új környezeti feltételekhez, de szélsőségesen agresszívak is, bár a Forgotten frakció esetén megfigyelték, hogy a tiberiumszörnyeket képesek idomítani.

#### Emberek
A tiberium természetesen az ember számára is veszélyes genetikai torzulásokat eredményezett. Bárki, aki megfelelő védőruházat hiányában a tiberiummal fertőzött területre lép, szinte pillanatokon belül belehalhat a tiberium-mérgezésbe. Az áldozatból a tiberium gázként és folyadékként távozhat, majd a testen belül létrejön a visceroid, amely a közeli ásványból nyeri a fejlődéséhez szükséges tápanyagokat, mígnem a testből kitörve végez a fertőzött személlyel. Azok, akik mégis túlélik a tiberium általi súlyos mérgezést, mutálódásuk során erősebbek és kitartóbbak lesznek az átlagnál, sőt a továbbiakban már nemhogy veszélytelenné válik számukra az anyag, hanem segítheti őket fizikai gyógyulásukban is. Ugyanakkor megfigyelték, hogy az átalakulás gyakran jár mentális problémákkal, így a legtöbb közösség minimum kirekeszti a tiberiumnak ellenálló egyéneket, akik így kisebb-nagyobb törzsekbe, vagy a fentebb említett Forgotten-hez csatlakozhatnak.